# Svartvit vattentyrann
Svartvit vattentyrann (Fluvicola pica) är en fågel i familjen tyranner inom ordningen tättingar.

## Utseende
Svartvit vattentyrann är en karakteristisk tätting i just svart och vit. Kroppen är vit, liksom ansiktet, medan ovansidan är mestadels svart. På ryggen syns ett vitt "V", bredare hos hanen. Könen liknar i övrigt varandra, förutom att honan är brunare på ryggen.

## Utbredning och systematik
Fågeln förekommer från östra Panama till Venezuela, Guyana, norra Brasilien samt på Trinidad. Den behandlas som monotypisk, det vill säga att den inte delas in i några underarter.

## Levnadssätt
Svartvit vattentyrann hittas i öppna våtmarker. Där ses den enstaka eller i par, vanligen sittande nära marken där den fladdrar runt efter insekter.

## Status och hot
Arten har ett stort utbredningsområde, men tros minska i antal, dock inte tillräckligt kraftigt för att den ska betraktas som hotad. Internationella naturvårdsunionen IUCN listar arten som livskraftig (LC). Beståndet uppskattas till i storleksordningen en halv miljon till fem miljoner vuxna individer.

## Bilder

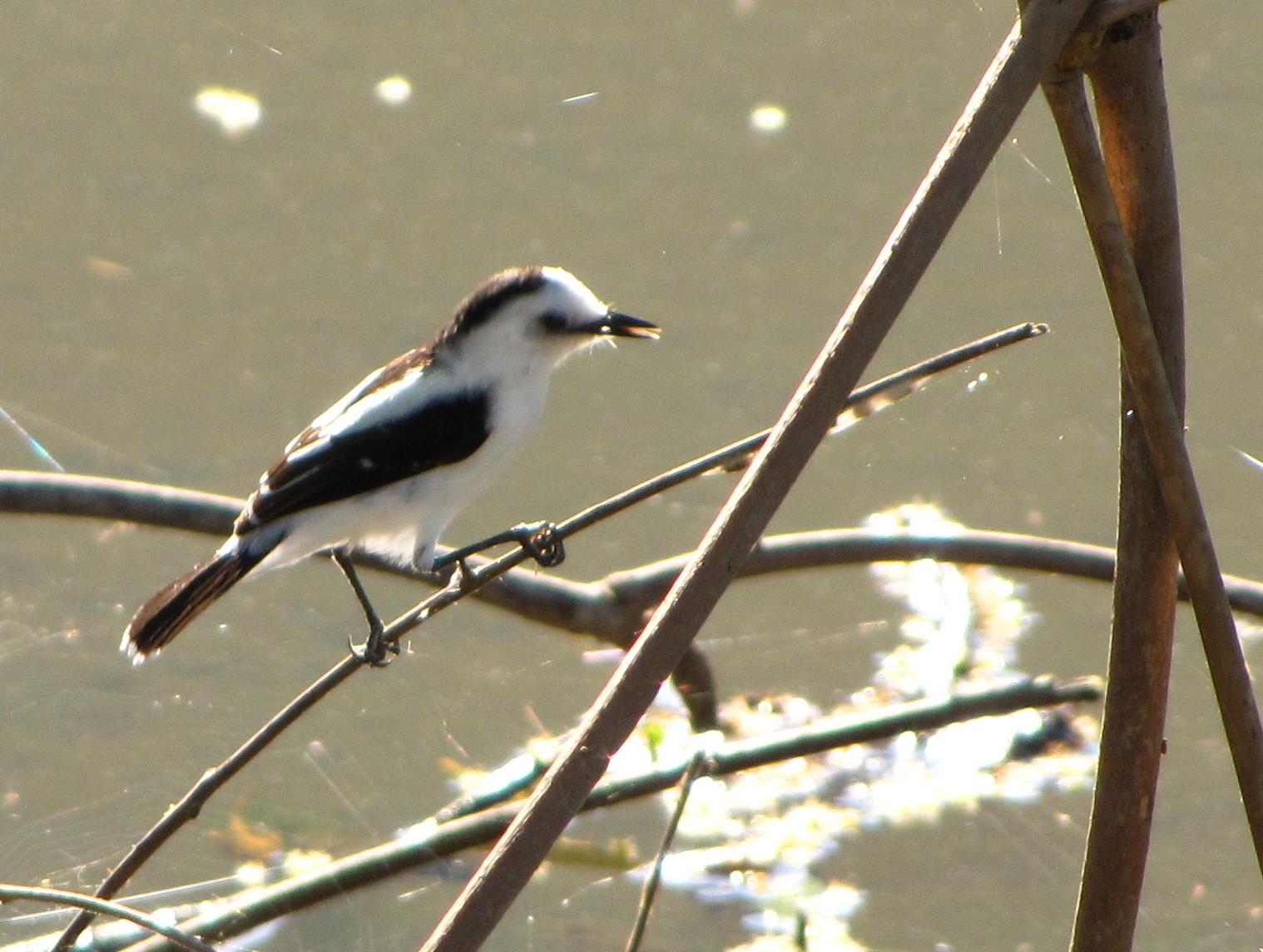
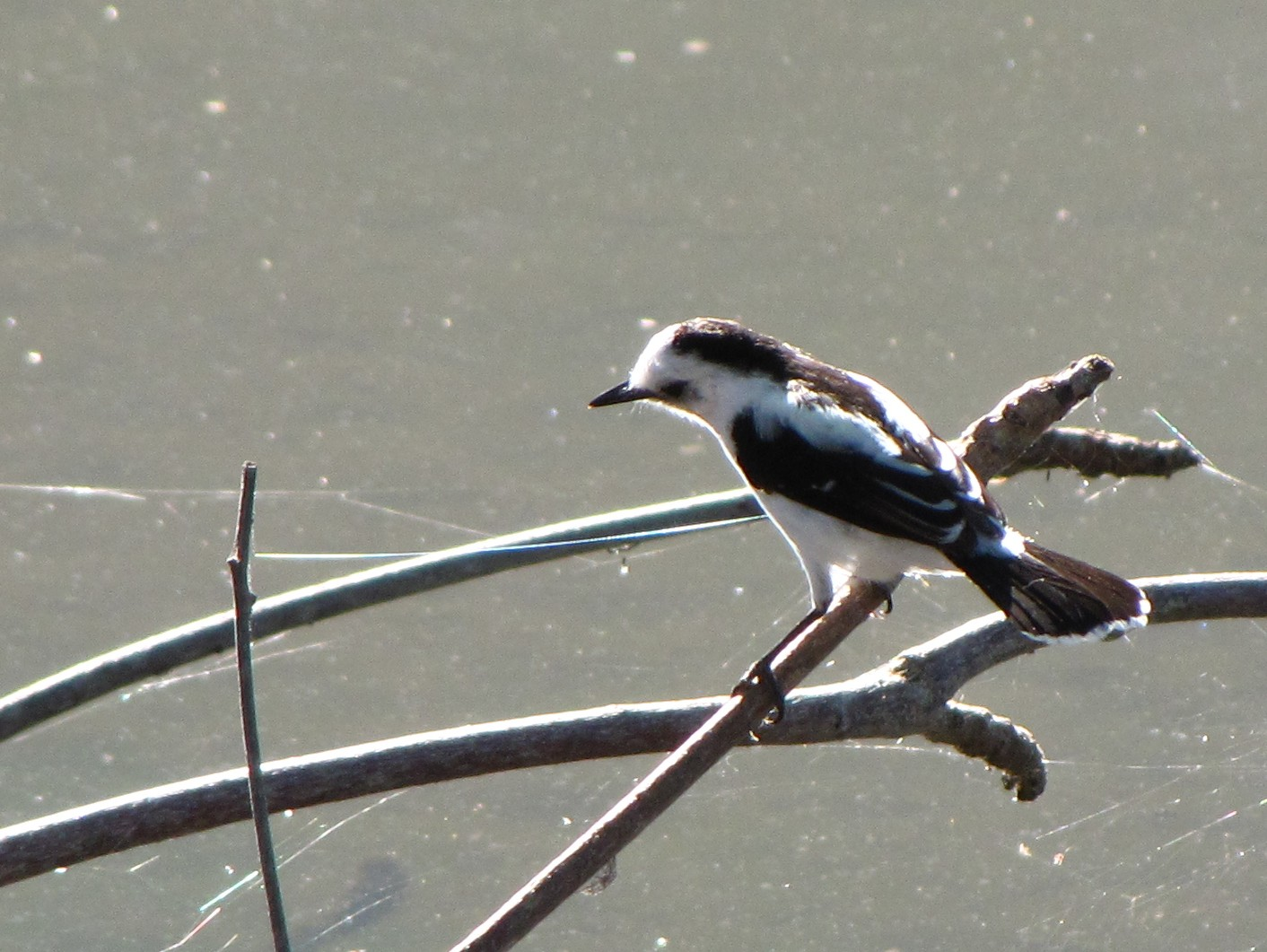